# Усеня Сергій Олексійович
Сергій Олексійович Усеня (біл. Сяргей Аляксеевіч Усеня, нар. 4 березня 1988, Мінськ, Білоруська РСР) — білоруський футболіст, півзахисник клубу «Динамо-Берестя».

## Клубна кар'єра
Вихованець мінської футбольної школи «Олімпії», з 2004 року почав виступати за дубль борисовського БАТЕ. Йому не вдалося пробитися до основної команди, тому розпочав здавати в оренду клубам Першої ліги, такі як «Хваля», «Білшина», «Барановичі» та «Руденськ».
У березні 2011 року підписав контракт з жодинським «Торпедо», де грав за дубль. У липні його здали в оренду до «Городеї», де йому вдалося закріпитися й наступного сезону перейшов до вище вказаного клубу на постійній основі.
У лютому 2015 року перейшов до чемпіонату Вірменії, ставши гравцем клубу «Алашкерта», куди його запросив інший білорус Станіслав Гнедько. У січні 2016 року повернувся в «Городеї», яка вийшла до Вищої ліги. У складі «городеї» зарекомендував себе як основний правий захисник. У січні 2017 року продовжив контракт з клубом на два роки. У сезоні 2017 року частіше виходив на заміну, граючи переважно на позиції лівого захисника. У сезоні 2018 року знову почав стабільно грати у стартовому складі.
У листопаді 2018 року продовжив контракт з «Городеєю» на сезон 2019 року. У сезоні 2019 року частіше залишався на лаві запасних, грав за дубль, у вересні та жовтні не грав через травму. У грудні 2019 року продовжив контракт з клубом на наступний сезон. 2020 рік розпочав у стартовому складі команди, але в травні отримав травму, через яку залишився поза футболом до кінця року.
У січні 2021 року тренувався з «Крумкачами», а незабаром поїхав на перегляд у брестейське «Динамо» і в лютому підписав контракт.